# Zaleszczotki Hiszpanii
Zaleszczotki Hiszpanii – ogół taksonów pajęczaków z rzędu zaleszczotków (Pseudoscorpiones), których występowanie stwierdzono na terytorium Hiszpanii.
Do 2021 roku z terenu Francji wykazano 192 gatunki zaleszczotków należących do 14 rodzin.

## Podrząd:Epiocheirata

### Nadrodzina:Chthonioidea

#### Rodzina:Chthoniidae
Z Hiszpanii podano następujące gatunki:

- Chthonius aguileraorum
- Chthonius amatei
- Chthonius asturiensis
- Chthonius balearicus
- Chthonius bellesi
- Chthonius bolivari
- Chthonius cabreriensis
- Chthonius catalonicus
- Chthonius dacnodes
- Chthonius distinguendus
- Chthonius dubius
- Chthonius gibbus
- Chthonius gracilimanus
- Chthonius hiberus
- Chthonius hispanus
- Chthonius ischnocheles
- Chthonius jonicus
- Chthonius lucifugus
- Chthonius machadoi
- Chthonius mahnerti
- Chthonius mariolae
- Chthonius mayorali
- Chthonius nerjaensis
- Chthonius nudipes
- Chthonius pinai
- Chthonius ponsi
- Chthonius pyrenaicus
- Chthonius rimicola
- Chthonius ruizporteroi
- Chthonius sendrai
- Chthonius setosus
- Chthonius siculus
- Chthonius tenuis
- Chthonius tetrachelatus
- Chthonius ventalloi
- Chthonius verai
- Mundochthonius gallaecicus
- Paraliochthonius barrancoi
- Paraliochthonius canariensis
- Paraliochthonius curvidigitatus
- Paraliochthonius martini
- Paraliochthonius mirus
- Paraliochthonius setiger
- Paraliochthonius superstes
- Paraliochthonius tenebrarum
- Spelyngochthonius heurtaultae

## Podrząd:Iocheirata

### Nadrodzina:Cheiridioidea

#### Rodzina:Cheiridiidae
Z Hiszpanii podano następujące gatunki:
- Apocheiridium ferum
- Cheiridium museorum

### Nadrodzina:Cheliferoidea

#### Rodzina:Atemnidae
Z Hiszpanii podano następujące gatunki:
- Atemnus politus
- Diplotemnus insolitus

#### Rodzina:Cheliferidae
Z Hiszpanii podano następujące gatunki:

- Canarichelifer teneriffae
- Cheirochelifer bigoti
- Chelifer cancroides
- Dactylochelifer balearicus
- Dactylochelifer besucheti
- Dactylochelifer latreillii
- Dactylochelifer scaurus
- Dactylochelifer scheuerni
- Ellingsenius fulleri
- Hysterochelifer meridianus
- Hysterochelifer tuberculatus
- Mesochelifer fradei
- Mesochelifer thunebergi
- Pseudorhacochelifer canariensis
- Pseudorhacochelifer schurmanni
- Rhacochelifer disjunctus
- Rhacochelifer gracilimanus
- Rhacochelifer hoggarensis
- Rhacochelifer maculatus
- Rhacochelifer peculiaris
- Rhacochelifer pinicola
- Rhacochelifer tingitanus

#### Rodzina:Chernetidae
Z Hiszpanii podano następujące gatunki:

- Allochernes deceuninckorum
- Allochernes longepilosus
- Allochernes masi
- Allochernes pityusensis
- Allochernes powelli
- Allochernes wideri
- Chernes cimicoides
- Chernes iberus
- Dendrochernes cyrneus
- Dinocheirus panzeri
- Lamprochernes leptaleus
- Lamprochernes nodosus
- Lamprochernes savignyi
- Lasiochernes pilosus
- Pselaphochernes anachoreta
- Pselaphochernes balearicus
- Pselaphochernes dubius
- Pselaphochernes lacertosus
- Pselaphochernes scorpioides
- Pselaphochernes setiger

#### Rodzina:Withiidae
Z Hiszpanii podano dwa gatunki:
- Withius hispanus
- Withius piger

### Nadrodzina:Garypoidea

#### Rodzina:Garypidae
Z Hiszpanii podano następujące gatunki:
- Garypus beauvoisii
- Garypus levantinus
- Garypus saxicola

#### Rodzina:Garypinidae
Z Hiszpanii podano tylko jeden gatunek:
- Solinus hispanus

#### Rodzina:Geogarypidae
Z Hiszpanii podano trzy gatunki:
- Geogarypus canariensis
- Geogarypus minor
- Geogarypus nigrimanus

#### Rodzina:Larcidae
Z Hiszpanii podano trzy gatunki:
- Larca fortunata
- Larca hispanica
- Larca lucentina

#### Rodzina:Olpiidae
Z Hiszpanii podano następujące gatunki:
- Calocheiridius olivieri
- Calocheirus canariensis
- Calocheirus gigas
- Calocheirus mirus
- Calocheirus tenerifae
- Halominniza oromii
- Minniza iberica
- Olpium canariense
- Olpium pallipes

### Nadrodzina:Neobisioidea

#### Rodzina:Bochicidae
Z Hiszpanii podano tylko jeden gatunek:
- Troglobisium racovitzai

#### Rodzina:Neobisiidae
Z Hiszpanii podano następujące gatunki:

- Acanthocreagris balearica
- Acanthocreagris barcinonensis
- Acanthocreagris cantabrica
- Acanthocreagris granulata
- Acanthocreagris multispinosa
- Acanthocreagris relicta
- Microbisium manicatum
- Microbisium zariquieyi
- Neobisium bernardi
- Neobisium bolivari
- Neobisium boneti
- Neobisium breuili
- Neobisium carcinoides
- Neobisium cavernarum
- Neobisium cervelloi
- Neobisium cristatum
- Neobisium doderoi
- Neobisium gaditanum
- Neobisium geronense
- Neobisium hiberum
- Neobisium ischyrum
- Neobisium jeanneli
- Neobisium monasterii
- Neobisium navaricum
- Neobisium nivale
- Neobisium nonidezi
- Neobisium paucedentatum
- Neobisium pauperculum
- Neobisium piquerae
- Neobisium primitivum
- Neobisium pyrenaicum
- Neobisium reductum
- Neobisium robustum
- Neobisium rodrigoi
- Neobisium simile
- Neobisium simoni
- Neobisium sylvaticum
- Neobisium tenuipalpe
- Neobisium vasconicum
- Neobisium ventalloi
- Occitanobisium nanum
- Paedobisium minutum
- Roncocreagris andalusica
- Roncocreagris aurouxi
- Roncocreagris cambridgei
- Roncocreagris cantabrica
- Roncocreagris clavata
- Roncocreagris distinguenda
- Roncocreagris galeonuda
- Roncocreagris iberica
- Roncocreagris iglesiasae
- Roncocreagris lucensis
- Roncocreagris portugalensis
- Roncocreagris pycta
- Roncocreagris robustior
- Roncocreagris roncoides
- Roncocreagris salgadoi
- Roncus bellesi
- Roncus boneti
- Roncus caballeroi
- Roncus cadinensis
- Roncus caralitanus
- Roncus elbulli
- Roncus hibericus
- Roncus judsoni
- Roncus juvencus
- Roncus lagari
- Roncus lubricus
- Roncus montsenyensis
- Roncus neotropicus
- Roncus pugnax
- Roncus setosus
- Roncus vidali

#### Rodzina:Syarinidae
Z Hiszpanii podano następujące gatunki:
- Arcanobisium comasi
- Microcreagrella caeca
- Microcreagrina cavicola
- Microcreagrina hispanica
- Microcreagrina subterranea